# آرام‌اس تایتانیک
آر ام اس تایتانیک (به انگلیسی: RMS Titanic) کشتی بخار بزرگی بود که در ۱۵ آوریل ۱۹۱۲، در هنگام سفر از بندر ساوت‌همپتون انگلستان به نیویورک آمریکا به علت برخورد با کوه یخی غرق شد و ۱٫۵۱۴ نفر از مسافران و خدمهٔ آن جان خود را از دست دادند.
طراح اصلی این کشتی بزرگ، توماس اندروز (مهندس ایرلندی) و ناخدای کشتی کاپیتان ادوارد اسمیت بود. جی بروس ایزمی (مدیر شرکت دریایی وایت استار لاین) نیز سرنشین کشتی بود؛ او نجات یافت و زنده ماند. ۷۱۰ نفر از ۲٫۲۲۴ نفری که در کشتی بودند زنده ماندند.
تایتانیک، متعلق به شرکت وایت استار لاین، تعدادی از ثروتمندترین افراد جهان را به همراه داشت، همچنین صدها مهاجر از بریتانیا، اسکاندیناوی و دیگر نقاط اروپا که در جستجوی زندگی جدیدی در آمریکا یا کانادا بودند. این فاجعه توجه عمومی را جلب کرد، منجر به تغییرات مهمی در مقررات ایمنی دریایی شد و الهام‌بخش آثار بسیاری در فرهنگ عامه گردید.
تایتانیک در زمان ورود به خدمت، بزرگ‌ترین کشتی شناور جهان بود و دومین کشتی از کلاس المپیک محسوب می‌شد که برای شرکت وایت استار لاین ساخته شده بود. این کشتی توسط شرکت Harland and Wolff در شهر بلفاست ساخته شد. توماس اندروز جونیور، معمار ارشد کشتی، در حادثه جان خود را از دست داد. فرمانده کشتی کاپیتان ادوارد جان اسمیت بود که با کشتی غرق شد، در حالی‌که جی. بروس اسمِی، رئیس شرکت، توانست سوار قایق نجات شود و زنده بماند.
امکانات درجه یک این کشتی در اوج راحتی و لوکس بودن طراحی شده بود: سالن بدن‌سازی، استخر شنا، سالن سیگار، رستوران‌ها و کافه‌های مجلل، حمام ترکی به سبک ویکتوریایی، و صدها کابین اشرافی. همچنین کشتی دارای فرستندهٔ رادیویی پرقدرتی برای ارسال پیام‌های مسافران (مارکونی‌گرام‌ها) و استفاده عملیاتی بود. تایتانیک دارای امکانات پیشرفته‌ای برای ایمنی، مانند محفظه‌های ضدآب و درهای ضدآب با قابلیت فعال‌سازی از راه دور بود، که باعث شده بود به‌عنوان کشتی «غیرقابل غرق» شناخته شود.
تایتانیک دارای ۱۶ دستگاه پایین‌بر قایق نجات (دویت) بود، که هر کدام توانایی پایین آوردن سه قایق را داشتند، یعنی مجموعاً ظرفیت ۴۸ قایق نجات. با این حال، کشتی تنها ۲۰ قایق نجات به همراه داشت: ۱۴ قایق معمولی، ۲ قایق «کاتر» و ۴ قایق تاشو که هنگام غرق شدن کشتی، به سختی قابل استفاده بودند. این قایق‌ها مجموعاً ظرفیت ۱۱۷۸ نفر را داشتند — حدود نیمی از افراد حاضر در کشتی، و تنها یک‌سوم ظرفیت کلی مسافرانی که کشتی می‌توانست حمل کند. این میزان، مطابق با مقررات ایمنی دریایی آن زمان بود. طبق مقررات هیئت تجارت بریتانیا، کشتی‌ای با وزن ۱۰٬۰۰۰ تن‌تنها نیاز به ۱۴ قایق نجات داشت. تایتانیک ۶ قایق بیشتر حمل می‌کرد، که فضای اضافی برای ۳۳۸ نفر فراهم می‌کرد. با این حال، هنگام غرق شدن، قایق‌های نجاتی که پایین آمده بودند، به‌طور میانگین تنها ۶۰٪ پر شده بودند.

## دو ساعت و نیم تا مرگ تایتانیک

تایتانیک تا پیش از برخورد با کوه یخ که منجر به غرق‌شدن آن گردید، ۶ پیام اخطار از سایر کشتی‌ها در رابطه با یخ‌های شناور دریافت کرده بود.

### ۱۴ آوریل ۱۹۱۲
۲۳:۴۰
دیدبان کشتی حضور کوه یخ را اعلام کرد. به دستور کاپیتان اسمیت، تایتانیک به سمت چپ هدایت شد. تایتانیک با سرعت ۲۲ گره (۴۱ کیلومتر بر ساعت) در حرکت بود و متوقف کردن آن با این سرعت بیش از ۸۰۰ متر طول می‌کشید و فرصت کافی برای چرخش به چپ و جلوگیری از برخورد قسمت راست خود با کوه یخ را نداشت.
۲۳:۴۸
کاپیتان اسمیت سریع به داخل کشتی سرک می‌کشد و میزان آسیب را برای نخستین بار از نزدیک مشاهده می‌کند. تنها در ۱۰ دقیقه اول برخورد آب تا ارتفاع ۴٫۵ متر بالا می‌آید.

### ۱۵ آوریل ۱۹۱۲
۰۰:۰۰ بامداد
خبرها به سرعت به کاپیتان اسمیت می‌رسند که ۵ محفظه در حال پر شدن است. او می‌داند تایتانیک ممکن است بیشتر از ۲ ساعت وقت نداشته باشد. در نتیجه به افسران دستور می‌دهد ۲۰ قایق نجات را آماده کنند.
۰۰:۰۵ بامداد
عملیات تخلیه مسافران و خدمه از کشتی آغاز شد.
۰۰:۱۴ بامداد
کاپیتان اسمیت به جک فیلیپس دستور می‌دهد تا با استفاده از بی‌سیم درخواست کمک کند.
۰۰:۲۵ بامداد
تلاش‌های فلیپس به نتیجه می‌رسد و کشتی آر ام اس کارپاتیا پیغام را می‌شنود و به آنها پاسخ می‌دهد. اما این کشتی ۹۳ کیلومتر با آنها فاصله دارد و با حداکثر سرعتش نیز ۴ ساعت طول می‌کشد تا به تایتانیک برسد. در همین حال یکی از افسران، کشتی‌ای را می‌بیند که فقط ۱۰ کیلومتر با آن‌ها فاصله دارد؛ احتمال دارد این همان اس اس کالیفرنیا باشد که ۲ ساعت پیش اخطار کوه یخ را به آنان داده بود. اما متصدی بی‌سیم آن الان به خواب رفته است و این درحالی است که می‌توانست در کمتر از نیم ساعت به کمک تایتانیک بیاید. فیلیپس نمی‌تواند با آن ارتباط برقرار کند و اس اس کالیفرنیا از آنها دورتر می‌شود.
۰۰:۴۵ بامداد
نخستین قایق نجات روی آب‌های اقیانوس اطلس شناور شد. این قایق حدود ۶۵ نفر ظرفیت دارد اما با ۳۷ جای خالی کشتی را ترک می‌کند به دلیل پیروی از قانون «اولویت با زنان و کودکان است» و کم بودن تعداد زن‌ها و بچه‌ها در کشتی، بسیاری از قایق‌های نجات به جای ۶۹ نفر ظرفیت کامل خود، تنها چند ده نفر سرنشین داشتند.
۰۱:۳۰ بامداد
۱۱۰ دقیقه پس از برخورد تایتانیک نخستین قربانی‌هایش را می‌گیرد. ۵ کارمند که نامه‌های آب گرفته را از اتاق پست نجات می‌دهند، غرق شدند.
۰۱:۴۵ بامداد
ملوانان آخرین قایق نجات را به آب می‌اندازند. اکنون نجات جان بقیهٔ مسافران به دست خودشان است.
۰۱:۵۰ بامداد
کشتی به تدریج به سمت چپ می‌چرخید. آب وارد یکی از راهروهای سمت چپ کشتی شد و در نتیجه چرخش شدت یافت.
۲:۱۵ بامداد
با افزایش فشار آب، دیگ‌های بخار متصل به دودکش جلویی کشتی از جا کنده شد و دودکش سقوط کرد. آب در مسیری جدید وارد کشتی شد و غرق شدن کشتی شتاب یافت.
۰۲:۱۶ بامداد
چراغ‌های کشتی یک بار چشمک زدند و سپس برای همیشه خاموش شدند و تایتانیک را در تاریکی فرو برد.
۲:۱۸ بامداد

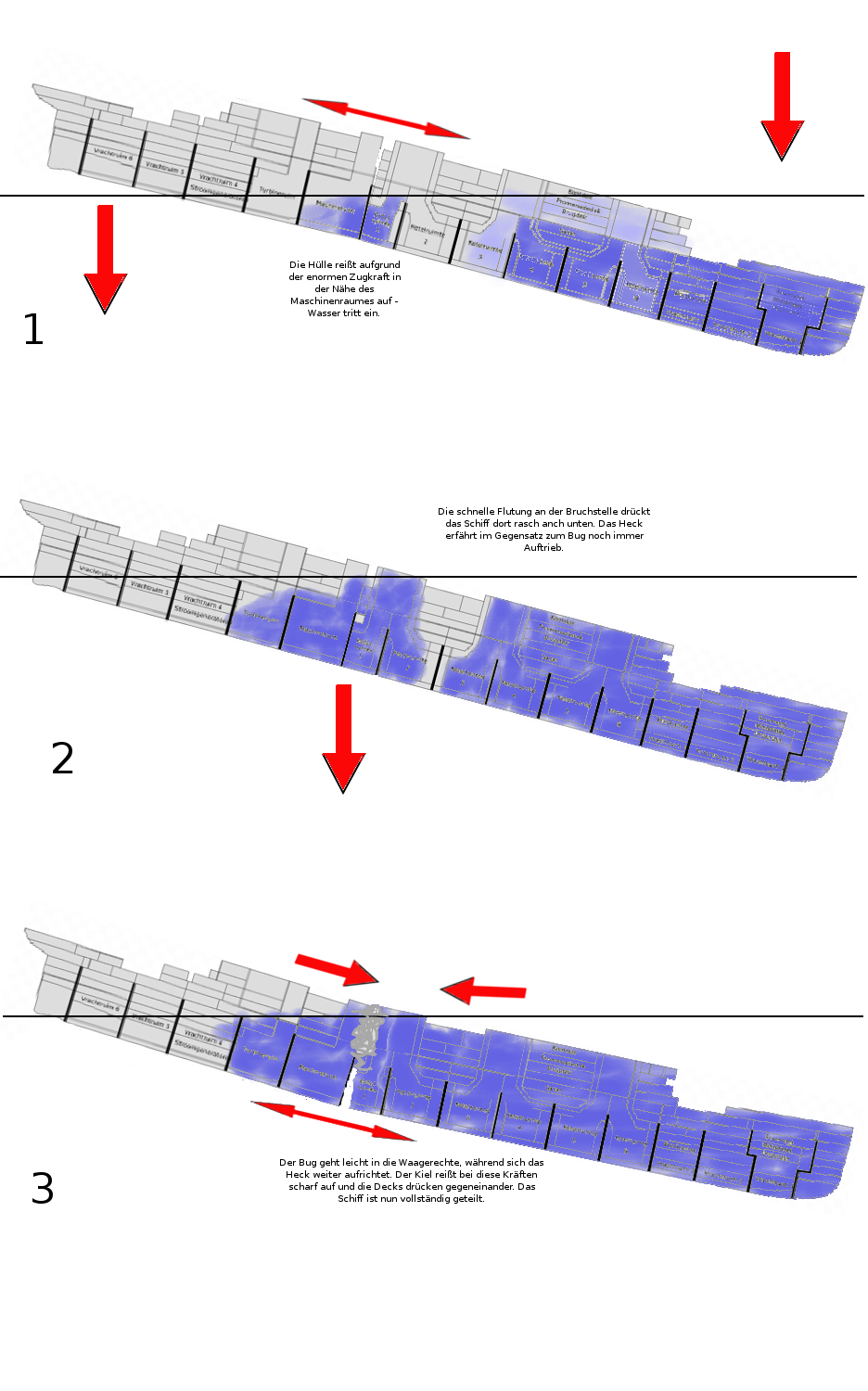

تفاوت شدید وزن بین سینه کشتی که به دلیل ورود آب، سنگین شده بود و پاشنه کشتی نسبتاً سبک، تنش عظیمی در بدنه کشتی ایجاد کرد و بدنه کشتی در مقابل دودکش سوم ترک خورد. چند ثانیه بعد و با به حداکثر رسیدن نیروی خمشی، بدنه کشتی دو نیم شد. سینه کشتی و پاشنه کشتی تنها از طریق اسکلت تقویت شده زیرین به هم متصل ماندند. پاشنه کشتی به سمت چپ چرخید و افراد روی کشتی به بیرون پرتاب شدند.
۲:۱۹ بامداد
سینه کشتی از پاشنه کشتی که هنوز شناور بود، جدا شد. پاشنه کشتی سر و ته شده و آب از سمت جلو وارد آن شد.
۲:۲۰ بامداد
درحالی که سینه کشتی با سرعت به سمت کف دریا می‌رفت، پاشنه کشتی به حالت تقریباً عمودی چرخیده و وسایل داخل آن به بیرون ریخته می‌شد؛ در همین حال کشتی پاشنه کشتی از سطح اقیانوس ناپدید گشت. دیگ‌های بخار از جای خود خارج شده و مستقیماً به بستر اقیانوس سقوط کردند و پس از آن دیگر تا چند مدت دیده نشدند.
۲:۲۱ بامداد
جریان آب در اطراف سینه کشتی باعث از جا درآمدن دکل جلوی کشتی و برخورد آن با سکوی فرماندهی و دودکش‌ها شدند. به دلیل ظاهر مخروطی شکل سینه کشتی و پاشنه کشتی، هر دوی آنها با کم شدن سرعت به کف اقیانوس سقوط کردند. چرخش ساعتگرد پاشنه کشتی سبب شد قبل از اینکه با کف اقیانوس برخورد کند، وسایل بیشتری از داخل آن به بیرون ریخته شود.
سینه کشتی با سرعت ۵۵٫۵ کیلومتر بر ساعت و با زاویه ۲۰ درجه با بستر اقیانوس برخورد کرد؛ در نتیجه بدنه شکسته شد و عرشه‌هایش خرد شدند. بقایای متلاشی شده پاشنه کشتی حاکی از برخورد بدتر آن با کف اقیانوس است.

## غرق شدن تایتانیک از زبان توماس اندروز
کاپیتان اسمیت به توماس اندروز (طراح کشتی) گفت: «۵ قسمت جلویی کشتی غرق شده است؛ این چقدر خطرناک است؟»
توماس با رنگ پریده پاسخ داد: «خیلی بد این کشتی در حال غرق شدن است.»
کاپیتان اسمیت: «اما تو گفتی تایتانیک هیچ وقت غرق نمی‌شود.»
توماس: «بله؛ گفتم اگر ۳ یا ۴ قسمت از تایتانیک غرق شده باشد خطرناک نیست، ولی نه ۵ قسمت.»
کاپیتان اسمیت: «چند ساعت وقت داریم؟»
توماس: «نمی‌دانم؛ حداکثر تا ۲ ساعت بدنه و آنتن روی آب شناور می‌مانند.  »

## فرضیه‌ها
پس از غرق شدن تایتانیک، گزارش‌های متعددی در مورد تعداد کثیر کوه‌های یخ در اقیانوس اطلس شمالی منتشر شد. در همان زمان مقامات دریانوردی و هواشناسی آمریکا به روزنامه نیویورک تایمز گفتند که زمستان گرم آن سال باعث شده که توده بزرگی از کوه‌های یخ در آب‌های اقیانوس اطلس به حرکت درآیند. در روزها و هفته‌های پیش از وقوع این حادثه، جهت باد و دمای شمال اقیانوس اطلس باعث شده بود که تعداد زیادی از کوه‌های یخ به سمت جنوب حرکت کنند.
همه این اطلاعات باعث شده بود که پژوهشگران در گذشته به این نتیجه برسند که در آن روزها تعداد بسیار زیاد و بی‌سابقه‌ای از کوه‌های یخ در بخش شمالی اقیانوس اطلس شناور بودند. یک گروه پژوهشی از آمریکا این فرضیه را مطرح کرده بود که نزدیک شدن بیش از حد ماه به کره زمین باعث شد که در زمستان سال ۱۹۱۲ ارتفاع امواج اقیانوس به شکل چشمگیری افزایش یابد و بنابراین حجم عظیمتری از توده‌های یخ از مناطق یخبندان گرینلند جدا شده و در اقیانوس اطلس شناور شدند.
اما در این پژوهش جدید در دانشگاه شفیلد، تمام اطلاعات گارد ساحلی و اداره دریانوردی آمریکا از سال ۱۹۰۰ تا چند دهه بعد را بررسی کرده‌اند. روش‌های تحلیل و بررسی اطلاعات با گذشت زمان پیچیده‌تر شده است و مقایسه شرایط جوی دوره‌های مختلف را دشوارتر می‌کند. پژوهشگران بریتانیایی در مطالعات خود متوجه شدند که حجم و تعداد کوه‌های یخ شناور در آن بخش از اقیانوس اطلس در هر سال به نسبت سال‌های دیگر تفاوت قابل ملاحظه‌ای داشت. هر چند به حرکت درآمدن توده‌های یخ در سال ۱۹۱۲ میزان نسبتاً بالایی داشته ولی این میزان نه غیرعادی و نه بی‌سابقه بوده است. تخمین زده می‌شود که در آن سال حدود ۱٫۰۰۰ کوه یخ از مدار ۴۸ درجه که مرز منطقه مناسب برای دریانوردی تلقی می‌شد، عبور کرده بودند.
در ۲۰ سال فاصله سال‌های ۱۹۰۰ تا ۱۹۲۰ که توسط پژوهشگران مورد بررسی قرار گرفته، حداقل در ۵ سال تعداد کوه‌های یخی که از مدار ۴۸ درجه عبور کرده بودند بالای ۷۰۰ مورد بوده است. طبق آمارهای گارد ساحلی آمریکا تعداد کوه‌های یخ شناور در این مناطق در سال ۱۹۰۹ از سال ۱۹۱۲ بیشتر بوده است. اگر مبنا را ۶۰ تا ۷۰ سال اول قرن بیستم در نظر بگیریم، تعداد کوه‌های یخ شناور در سال ۱۹۱۲ جزو بیشترین‌ها بود ولی بدون شک پرشمارترین مورد نبوده است.
پژوهشگران با استفاده از اسناد گارد ساحلی آمریکا و داده‌های دیگر یک مدل کامپیوتری برای ردیابی مسیر حرکت کوه‌های یخ در سال ۱۹۱۲ طراحی کردند. آنها با استفاده از این مدل کامپیوتری توانستند مسیر حرکت کوه یخی که کشتی تایتانیک را در جنوب گرینلند غرق کرد، تشخیص دهند. آنها معتقدند که این کوه یخ احتمالاً در پاییز سال ۱۹۱۱ از مناطق یخبندان شمال اقیانوس اطلس جدا شده و در آغاز حرکتش طول آن حدود ۵۰۰ متر و عمق آن حدود ۳۰۰ متر بوده است. براساس تخمین‌های این مدل محاسبه کامپیوتری، در زمان وقوع حادثه یعنی ۱۴ آوریل ۱۹۱۲، حجم و اندازه این کوه یخ با آنچه که در عکس‌های ویلیام اسکوئرز (ناخدای کشتی سی اس مینیا) دیده می‌شود، مطابقت دارد. سی اس مینیا در عملیات جستجو و نجات مسافران تایتانیک شرکت داشت و ناخدای آن از کوه یخی که به کشتی اصابت کرده بود، چندین عکس گرفته است.

### فرضیهماه کامل
دانشمندان اخیراً فرضیه‌ای جدید را مطرح کرده‌اند که می‌گوید ماه کامل در غرق شدن و برخورد کشتی تایتانیک با کوه یخ نقش داشته است. محققان دانشگاه ایالتی تگزاس در سن مارکوس می‌گویند: «ماه کامل باعث رانش کوه یخ به سمت جنوب شده است.»

### فرضیه شرایطجو و اتمسفرمنطقه
مورخ بریتانیایی به نام تیم مالتین معتقد است که جو و اتمسفر منطقهٔ سقوط کشتی شرایط را برای کارکنان کشتی بسیار سخت کرده بود و آنها نتوانسته‌اند کشتی را متوقف کنند تا به کوه یخی برخورد نکند.

## مشاهداتچارلز لایتولر(افسر دوم کشتی تایتانیک)
از همان لحظه‌ای که بندر بلفاست را ترک کردیم، هوا بسیار عالی بود. وقتی که به اقیانوس اطلس رسیدیم، هوا خیلی ملایم و وضعیت آب مثل دریاچه‌هایی بود که در ضرب‌المثل‌ها از آنها یاد می‌شود. حتی یک ذره باد هم نمی‌وزید و آب دریا مثل یک ورقه شیشه‌ای بود. در هر موقعیت دیگری این شرایط آب و هوایی می‌توانست مطلوب و ایده‌آل باشد؛ ولی هر کس که در مورد کوه‌های یخ تجربه داشته باشد می‌داند که دقیقاً همین شرایط به علاوه آسمان بدون ماه، تشخیص و رویت کوه‌های یخ را بسیار دشوار می‌کند و قاعدتاً بر هوشیاری ناخدا، افسران و ملوانان کشتی می‌افزاید.

## ترسیم نقشه لاشه کشتی
پژوهشگران به وسیله ۱۰۰٫۰۰۰ عکسی که به وسیله ربات‌های زیردریایی گرفته شده است، توانسته‌اند نقشه‌ای از جایگاه لاشه کشتی غرق شده ترسیم کنند.

## عکسکوه یخ

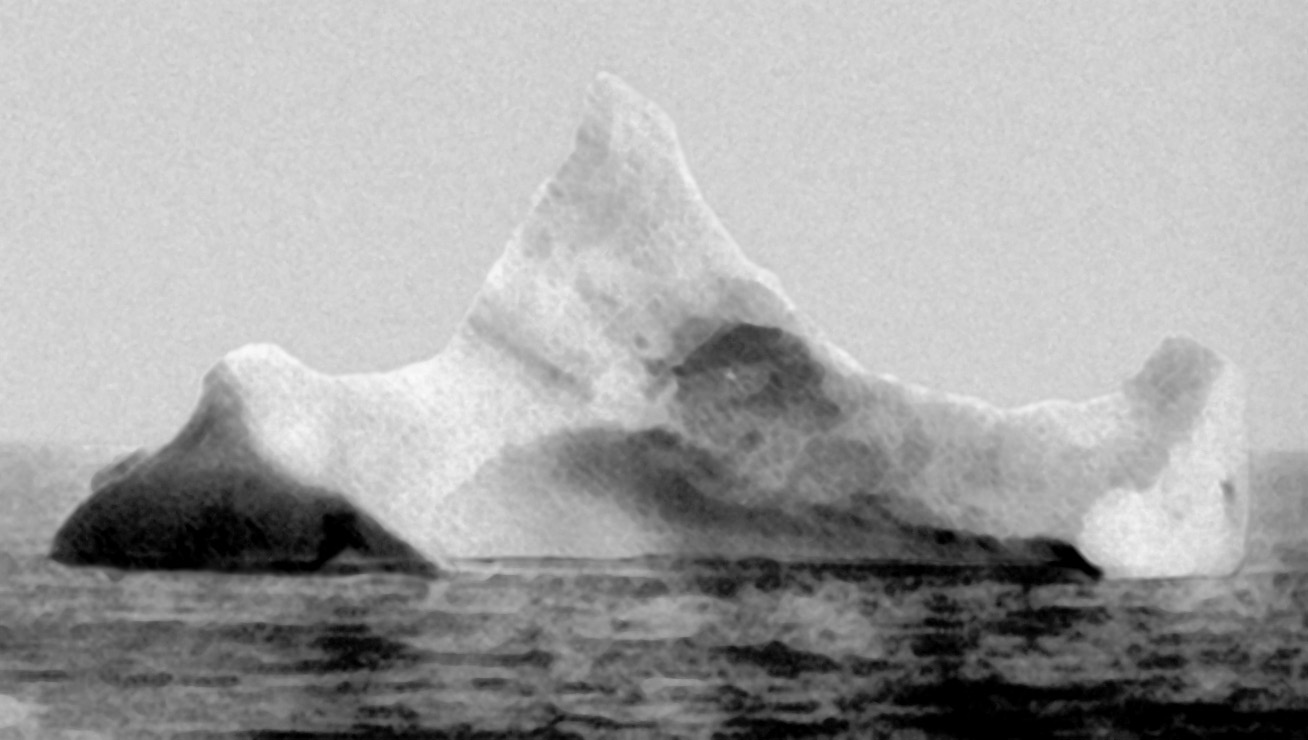
عکس کوه یخی که ساعاتی بعد از برخورد کشتی تایتانیک توسط مهماندار ارشد کشتی اس اس پرینز آدالبرت گرفته شد.

یک کشتی آلمانی به نام اس اس پرینز آدالبرت، ساعتی بعد از اینکه تایتانیک با کوه یخ برخورد کرد و غرق شد، خود را به آن کوه یخ رساند و مهماندار ارشدش از آن عکس گرفت. او وقتی این عکس را گرفت که تایتانیک غرق شده بود و از اینکه چه اتفاقی افتاده، خبری نداشت. چیزی که این عکس را نسبت به عکس‌های دیگر متمایز می‌کند این است که عکاس در توصیف کوه یخ گفت: «بر روی کوه یخ، رنگ سرخ کاملاً قابل مشاهده بود و این رنگ توسط برخورد یک کشتی ایجاد شده است.»
این عکس ده‌ها سال بر دیوار شرکتی آویزان بود که نماینده سازندگان تایتانیک بود، اما این شرکت در سال ۲۰۰۲ بسته و به گزارش سی ان ان، این عکس و نوشته همراه‌اش به قیمت ۱۰٫۰۰۰ تا ۱۵٫۰۰۰ پوند توسط ۴ شریک به حراج گذاشته شد. از این عکس که بعضی از آن به عنوان «کوه یخ تایتانیک» یاد می‌کنند در سال ۱۹۵۵ در کتابی استفاده شد.

## نگارخانه

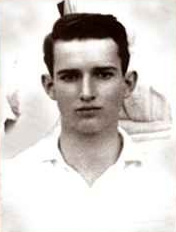
تصویر جک تایر (یکی از بازماندگان کشتی تایتانیک) که تصور می‌رود نام شخصیت جک در فیلم تایتانیک از روی نام وی گرفته شده است.

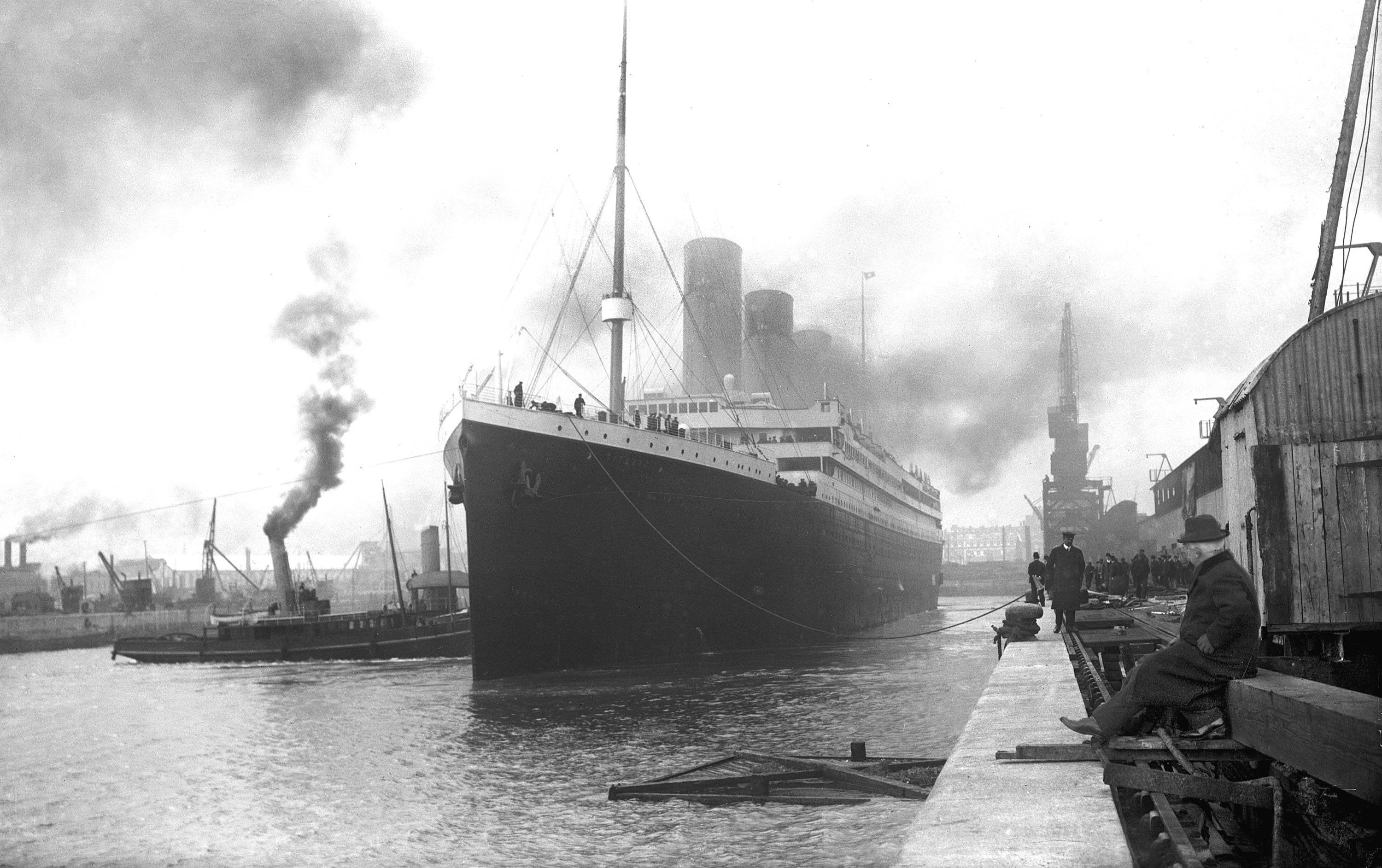
تصویری از تایتانیک که قبل از حرکتش از اسکله ساوت‌همپتون گرفته شد.

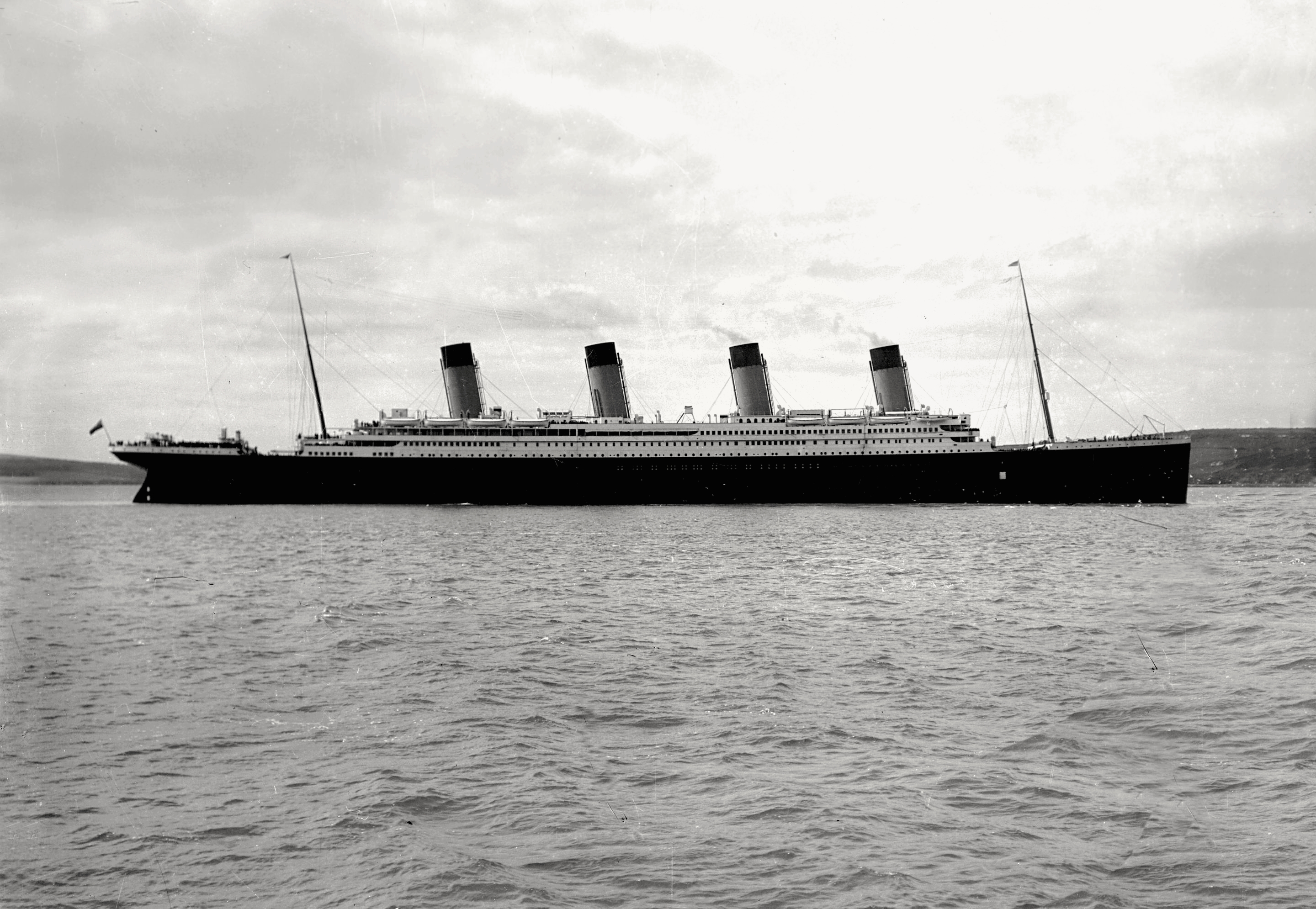
تصویری از تایتانیک که در ۱۱ آوریل ۱۹۱۲ از اسکله کویینزتاون (کوو) گرفته شد.

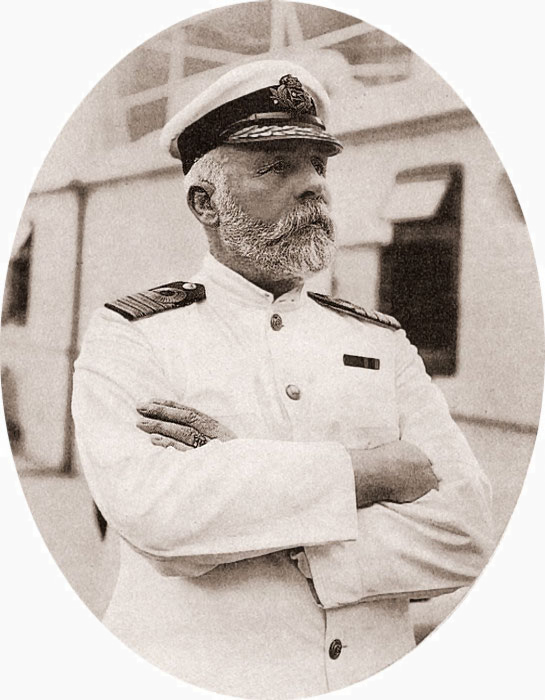
تصویری از ادوارد اسمیت (ناخدای کشتی تایتانیک) که در سال ۱۹۱۱ گرفته شد.

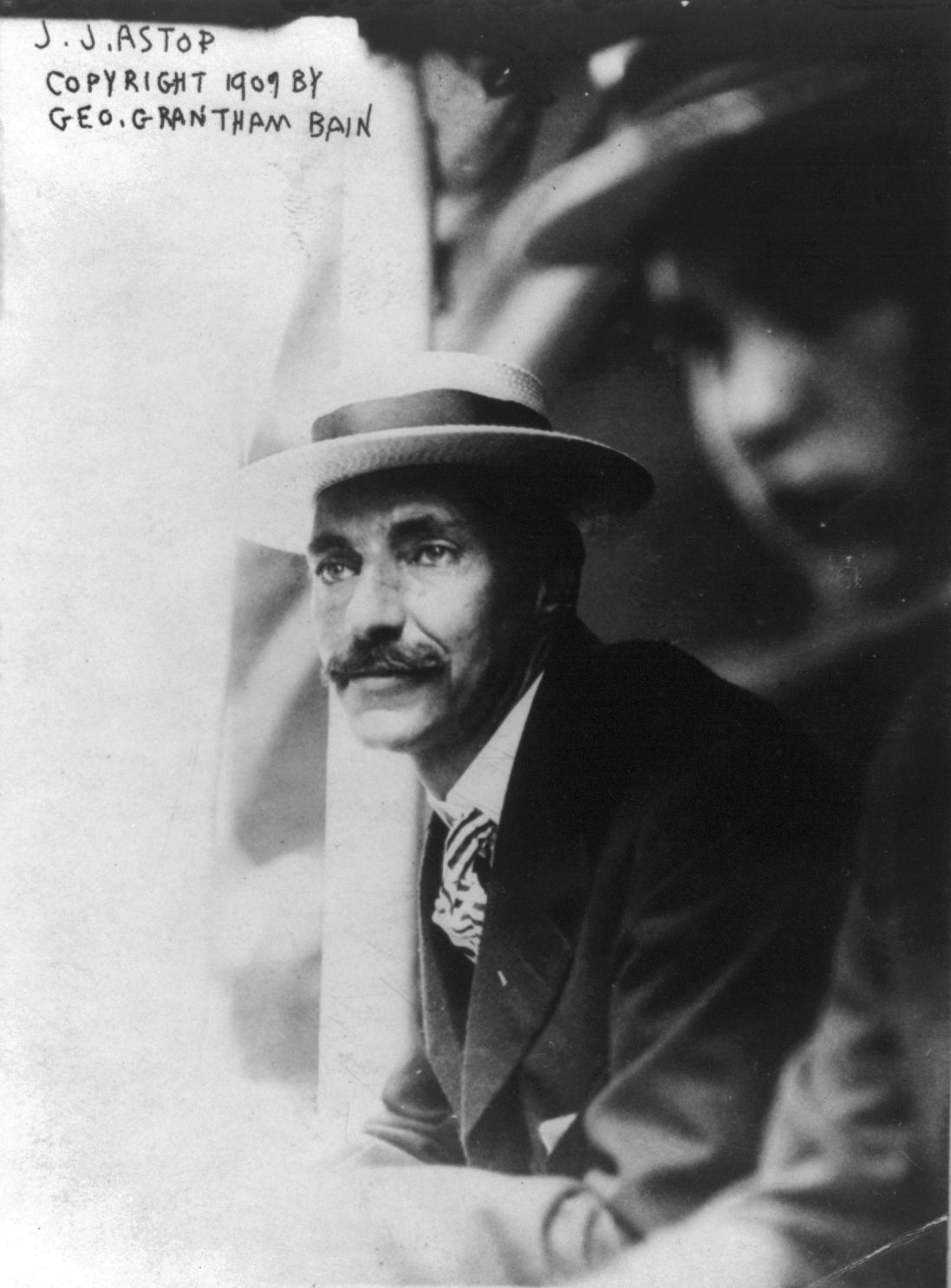
تصویری از جان جیکوب آستور چهارم (ثروتمندترین مسافر کشتی تایتانیک) که در حادثه غرق شدن کشتی جان باخت.

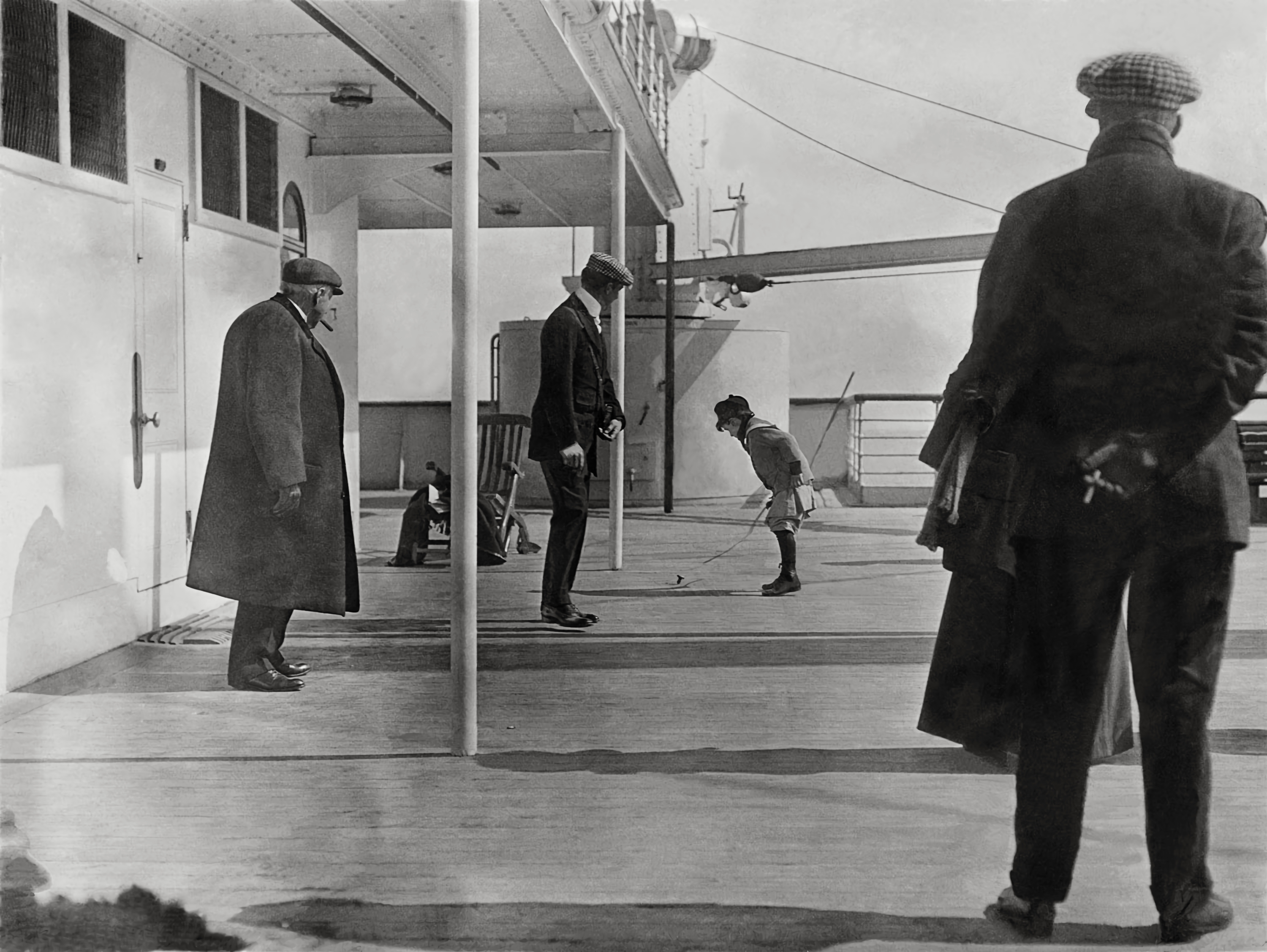
تصویری از فرانسیس براون و سایر مسافران که در عرشه کشتی حضور داشتند.

## نکته و دانستنی‌ها
- جک تایر نام یک بازمانده کشتی تایتانیک بود که بعداً جیمز کامرون از نام وی برای شخصیت جک در فیلم تایتانیک استفاده کرد.
- ۱ ساعت بعد از غرق شدن کشتی، کشتی آر ام اس کارپاتیا برای کمک می‌رسد ولی شوک سرما (-۲ درجه سلسیوس) باعث شده بود مسافران کنترل تنفسشان از دست بدهند و ۱۵ تا ۳۰ دقیقه بعد از غرق شدن کشتی ایست قلبی کنند.
- هزینه ساخت فیلم تایتانیک که در سال ۱۹۹۷ ساخت شده بود، خیلی بیشتر از هزینه ساخت خود کشتی تایتانیک بود (۲۰۰٫۰۰۰٫۰۰۰ دلار).
- از ۱٫۵۱۴ نفری که جان باخته بودند، فقط جنازه ۳۳۳ نفر از آنها پیدا شد و از مابقی جنازه‌ها هیچ اثری پیدا نشد.
- قیمت سوئیت‌های درجه یک تایتانیک ۸۷۰ پوند بوده که به نرخ امروز ۷۶٫۰۰۰ پوند می‌شود.
- بیشتر از ۱۰ عروس و داماد در کشتی بودند که قصد سفر ماه عسل را داشته‌اند.
- فردریک فلیت (دیدبان عرشه کشتی) وقتی کوه یخ را می‌بیند و خبر می‌دهد، کشتی پس از ۳۰ ثانیه با آن برخورد می‌کند.
- فقط ۳ تا از ۴ دودکش‌های تایتانیک واقعی بوده و این به خاطر اینکه باعظمت‌تر و قوی‌تر به نظر برسد، بوده است.
- لاشه کشتی تایتانیک ۷۳ سال پس از غرق شدنش یعنی در سال ۱۹۸۵ پیدا شد.
- آخرین و جوانترین بازمانده کشتی تایتانیک، میلوینا دین بود که در سن ۹۷ سالگی در سال ۲۰۰۹ میلادی درگذشت.
- ویولن که در زمان غرق شدن کشتی تایتانیک در حال نواخته شدن بوده، در یک مزایده با قیمت ۱٫۷ میلیون دلار در سال ۲۰۱۳ میلادی فروخته شد.
- بر اساس شواهد تاریخی، قرار بوده ۶۴ قایق نجات در تایتانیک وجود داشته باشد، اما فقط ۲۰ عدد از آنها بر کشتی‌سوار شده‌اند.
- میلتون هرشی (بنیان‌گذار و مدیر شرکت شکلات سازی هرشیز) قرار بوده با تایتانیک سفر کند، اما به دلیل مشغله کاری مجبور شده زودتر با یک کشتی دیگر حرکت کند.
- کشتی تایتانیک، سالنی مخصوص ورزش داشته که به دستگاه‌های بدنسازی همانند دوچرخه مجهز بوده است.
- این کشتی همچنین استخر نیز داشت که در مرکز عرشه تعبیه شده بود.
- وایولت جساپ، تنها مهمانداری است که از حوادث غرق شدن کشتی‌های تایتانیک و بریتانیک جان سالم به در برده است.
- نسخه زراندود رباعیات خیام نیز مسافر کشتی بود و همراه با آن غرق شد.[۷]
- نرده کنار سینه کشتی ۱۱۲ سال پس از غرق شدنش یعنی در سال ۲۰۲۴ جدا شد.[۸]

## آمار
| سن/جنسیت | درجه/خدمه | تعداد سرنشین | تعداد نجات یافته | تعداد غرق شده | درصد نجات یافته | درصد غرق شده |
| -------- | --------- | ------------ | ---------------- | ------------- | --------------- | ------------ |
| کودکان   | درجه یک   | ۶            | ۵                | ۱             | ۸۳٪             | ۱۷٪          |
| کودکان   | درجه دو   | ۲۴           | ۲۴               | ۰             | ۱۰۰٪            | ۰٪           |
| کودکان   | درجه سه   | ۷۹           | ۲۷               | ۵۲            | ۳۴٪             | ۶۶٪          |
| زنان     | درجه یک   | ۱۴۴          | ۱۴۰              | ۴             | ۹۷٪             | ۳٪           |
| زنان     | درجه دو   | ۹۳           | ۸۰               | ۱۳            | ۸۶٪             | ۱۴٪          |
| زنان     | درجه سه   | ۱۶۵          | ۷۶               | ۸۹            | ۴۶٪             | ۵۴٪          |
| زنان     | خدمه      | ۲۳           | ۲۰               | ۳             | ۸۷٪             | ۱۳٪          |
| مردان    | درجه یک   | ۱۷۵          | ۵۷               | ۱۱۸           | ۳۳٪             | ۶۷٪          |
| مردان    | درجه دو   | ۱۶۸          | ۱۴               | ۱۵۴           | ۸٪              | ۹۲٪          |
| مردان    | درجه سه   | ۴۶۲          | ۷۵               | ۳۸۷           | ۱۶٪             | ۸۴٪          |
| مردان    | خدمه      | ۸۸۵          | ۱۹۲              | ۶۹۳           | ۲۲٪             | ۷۸٪          |
| مجموع    | مجموع     | ۲٫۲۲۴        | ۷۱۰              | ۱٫۵۱۴         | ۳۲٪             | ۶۸٪          |

همچنین از ۶۱ قلاده سگ که در درجه یک وجود داشت، فقط ۳ قلاده سگ موفق به نجات توسط صاحبان خود شدند.